# 歐羅巴巨龍屬

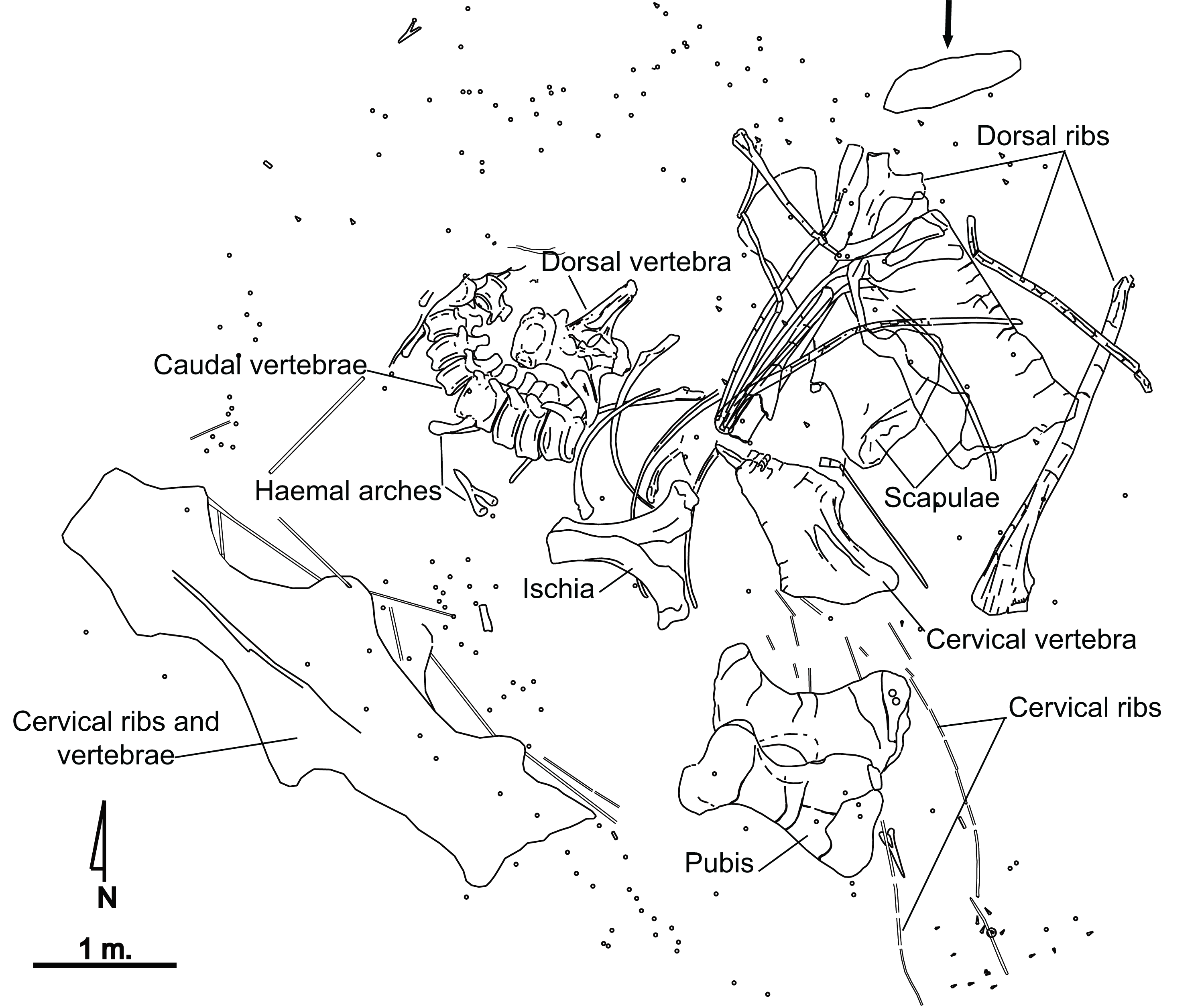
部分正模标本的采石场地图标记

欧罗巴巨龙属（学名：Europatitan，意为“欧洲巨人”）是伊比利亚早白垩世卡斯蒂略德拉瑞纳组中的一属多孔椎龙类蜥脚亚目恐龙，已知于21世纪初发现的一件相对完整的标本。该属仅有一个单一物种，伊氏欧罗巴巨龙（E. eastwoodi），以著名演员和导演克林特·伊斯特伍德的名字命名。
正模标本2003年发现于卡斯蒂略德拉瑞纳组（又称Urbión群）的“El Oterillo II”地区。